# Aeropuerto Internacional Carriel Sur
El Aeropuerto Carriel Sur (IATA: CCP, OACI: SCIE) es el aeropuerto del área metropolitana del Gran Concepción (Chile), ubicado en la comuna de Talcahuano. En abril de 2009 recibió la homologación de aeropuerto (internacional), gracias a las reparaciones efectuadas en su pista y por la instalación de un sistema de aterrizaje instrumental ILS I. A principios de marzo de 2018 entró en operación el sistema de aterrizaje instrumental ILS IIIb, que permite aterrizajes con condiciones de visibilidad inferiores a 100 m.
Este aeropuerto es de carácter público y se encuentra a 6 km del centro de Concepción, y a 12 km del centro de Talcahuano.

## Historia
Fue inaugurado el 3 de enero de 1968 por el presidente Eduardo Frei Montalva, en reemplazo del Aeródromo Hualpencillo, a solicitud del aquel entonces alcalde de Talcahuano, Luis Macera Dellarossa, quien solicitó los terrenos a Carlos Herrera Méndez, ingeniero y propietario de estos.

### Sacrificio
Finalmente, en 1960 se emprendió la construcción del aeropuerto, con asesoría norteamericana, consultándose las más modernas especificaciones técnicas en la materia. La decisión definitiva tampoco fue fácil y, quizás, la desgracia de los terremotos de mayo de 1960 fue decisiva para mostrar la absoluta necesidad de una comunicación aérea permanente que, en situaciones de catástrofe, es la única que asegura el contacto físico de una zona vital como Concepción con el resto del país. El aeródromo se construye con una pista de 2300 metros, permitiendo el aterrizaje de toda clase de aeronaves en las máximas condiciones de seguridad. Se abre el tráfico poniendo de inmediato en servicio la mayoría de las instalaciones definitivas.

### El fundo Carriel Sur
El Aeropuerto Carriel Sur es fruto del esfuerzo y capacidad de técnicos y obreros chilenos, y representa la decisión realizadora de las administraciones pasadas y del Gobierno de ese año que comprendieron la necesidad vital de un aeropuerto de primera clase en la región del Bío Bío. El aeropuerto debe su nombre a los terrenos que en su época eran conocidos por Carriel Sur. Finalmente este se instaló definitivamente en el fundo Carriel Sur, llevando hasta estos días el nombre que lo vio nacer.

#### Inauguración
El miércoles 3 de enero de 1968, con la asistencia del Presidente de la República, Don Eduardo Frei Montalva, de Ministros de Estado y Subsecretarios y de altas autoridades de servicios públicos, de las Fuerzas Armadas y del Poder Judicial, se inaugura el Aeródromo Carriel Sur de Concepción, que significó para la provincia la seguridad de una comunicación aérea permanente con el resto del país, a salvo de sus variables condiciones climáticas.

#### Trabajos
La historia del Aeropuerto Carriel Sur es un largo itinerario del esfuerzo y tenacidad con que esta zona encaró la lucha por un aeropuerto de categoría internacional, capaz de satisfacer el intenso tráfico aéreo, que corresponde a la múltiple actividad industrial y económica de una región en acelerada expansión. En 1954, se instruyó visionariamente la ubicación del futuro aeropuerto en el centro del triángulo formado por Penco, Concepción y Talcahuano.

#### Los aportes
Fue trascendental el aporte del Foro organizado por el Instituto de Ingenieros y Arquitectos de Concepción. Casi inmediatamente personeros e instituciones de la zona iniciaron una tenaz campaña para demostrar con urgencia que revestía el contar con un aeropuerto de las características de Carriel Sur y la inconveniencia que representaba el proyecto de la mera ampliación del aeródromo de Hualpencillo, tanto desde el punto de vista económico como desde el de la eficiencia y seguridad de la navegación aérea.
En el 2001 se realizó la construcción de un nuevo edificio terminal de aproximadamente 8000 metros cuadrados, en dos niveles con cuatro mangas de embarque; nueva plataforma para estacionamiento de aeronaves; mejoras de la vialidad interior del aeropuerto; ampliación de los estacionamientos públicos, y una planta de tratamiento de aguas servidas.
La concesión, a cargo de la empresa Sociedad Concesionaria Aeropuerto Carriel Sur S.A., incorpora la explotación de servicios comerciales, tales como: servicios a compañías aéreas (mesones de chequeo de pasajes y equipajes, mangas de embarque, oficinas, etc.) y a pasajeros (estacionamientos, venta de bienes, restaurante, salones vip, etc.).

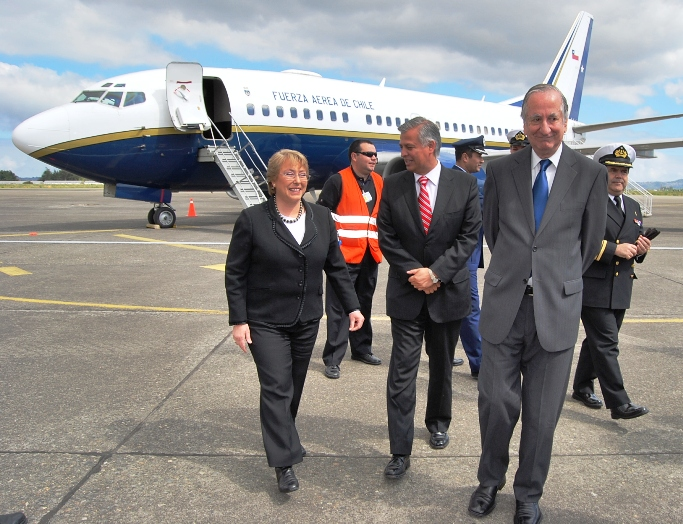
La presidenta Michelle Bachelet llegando al aeropuerto en 2009.

El Aeropuerto Carriel Sur está equipado con los instrumentos de acercamiento y de posicionamiento electrónico necesarios para recibir vuelos internacionales que no puedan aterrizar en el Aeropuerto Internacional Arturo Merino Benítez. Ocasionalmente, en otoño e invierno, recibe algunos vuelos desviados desde Santiago por niebla.
En noviembre de 2008, se remodeló la pista 20, la cual no había sido sometida a una revisión de gran envergadura desde su construcción. Luego de 6 meses de obras, donde se realizaron trabajos de reasfaltado y reemplazo de unos 20 metros de pista central, reparación y reemplazo de luminarias, y pintado de la pista, ésta fue entregada el 17 de abril de 2009. Con esta remodelación, el recinto aéreo puede recibir aviones de gran envergadura en casos de emergencia, como los Boeing 747 y Airbus A340, siendo además habilitado y homologado como Internacional.
Su clasificación OACI es 4E, gracias a sus 2600 metros de largo y 45 metros de ancho de pista de aterrizaje. El día 8 de diciembre de 2018 se hizo historia tras el aterrizaje de un Antonov 124 en el recinto, con carga de helicópteros para la preparación de la temporada de incendios forestales. Otro hecho importante fue el día 25 de julio de 2019 cuando JetSmart anunció una nueva base de operaciones en Carriel sur y con más rutas próximamente.
El 19 de diciembre de 2019 se realizó el primer vuelo comercial internacional en el aeropuerto en más de 25 años, operado por Jetsmart, el cual transportó 146 pasajeros a la ciudad de Lima (Perú).

## Aviación comercial

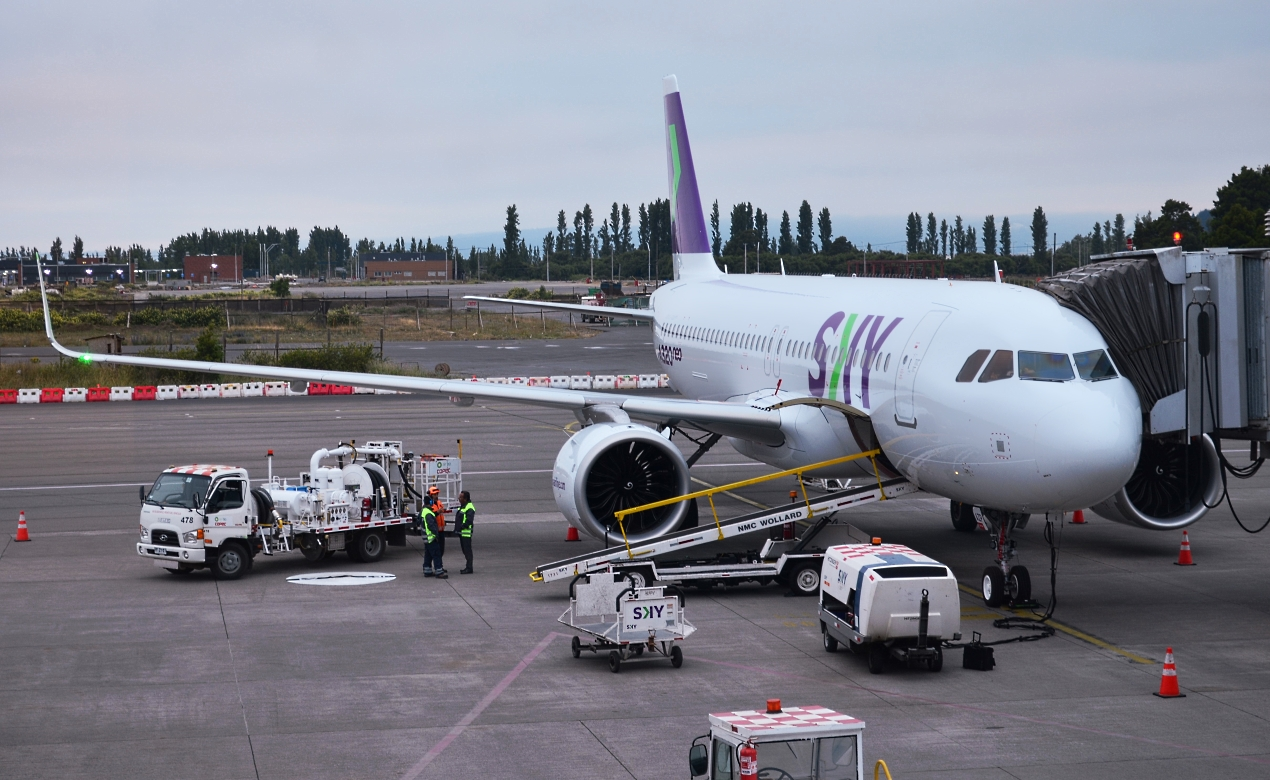
Un Airbus A320neo de SKY Airline en una manga del aeropuerto.

El Aeropuerto Carriel Sur opera diariamente, entre arribos y salidas, 20 a 40 vuelos regulares de itinerario, desde y hacia los destinos nacionales de Iquique, Antofagasta, Calama, La Serena, Santiago y estacionales hacia Puerto Montt, Balmaceda y Punta Arenas. Además de Buenos Aires, Argentina como destino Internacional. La aerolínea LATAM opera con aviones Airbus A320 y A321; la aerolínea Sky Airline, con aviones Airbus A320neo y A321neo; y la aerolínea JetSmart, con aviones Airbus A320ceo, A320neo y A321neo.

## Aviación civil
Además de la aviación comercial, el aeropuerto alberga también diversos aeroclubes, entre ellos:
- Club Aéreo de Concepción Archivado el 12 de noviembre de 2008 en Wayback Machine.
- Club Aéreo Universidad de Concepción
- Club Aéreo Huachipato
- Club Aéreo de Carabineros de Chile, sede Concepción
- Club Aéreo del Banco Estado, sede Concepción

Además, en este aeropuerto se realizan operaciones aéreas de la Comandancia de Aviación Naval de la Armada de Chile.

## Aerolíneas y destinos

### Destinos nacionales
| Ciudad       | Nombre del aeropuerto                          | Aerolíneas                 |
| ------------ | ---------------------------------------------- | -------------------------- |
| Iquique      | Aeropuerto Diego Aracena                       | JetSmart LATAM             |
| Antofagasta  | Aeropuerto Internacional Andrés Sabella        | JetSmart LATAM             |
| Calama       | Aeropuerto El Loa                              | JetSmart Sky Airline LATAM |
| Copiapó      | Aeropuerto Desierto de Atacama                 | Sky Airline                |
| La Serena    | Aeropuerto La Florida                          | JetSmart                   |
| Santiago     | Aeropuerto Internacional Arturo Merino Benítez | JetSmart LATAM Sky Airline |
| Puerto Montt | Aeropuerto El Tepual                           | JetSmart LATAM Sky Airline |
| Punta Arenas | Aeropuerto Presidente Carlos Ibáñez del Campo  | JetSmart LATAM             |

### Estadísticas
| Lugar | Ciudad              | Pasajeros | Cambio % | Aerolíneas                   |
| ----- | ------------------- | --------- | -------- | ---------------------------- |
| 1     | Santiago de Chile   | 449.020   | 6,5%     | LATAM, Sky Airline, JetSmart |
| 2     | Antofagasta         | 100.181   | 20,7%    | LATAM, Sky Airline, JetSmart |
| 3     | Calama              | 93.471    | 30,0%    | LATAM, Sky Airline, JetSmart |
| 4     | Puerto Montt        | 37.703    | 34,2%    | LATAM, JetSmart              |
| 5     | Iquique             | 28.631    | 7,9%     | LATAM, Sky Airline, JetSmart |
| 6     | La Serena           | 12.714    | 40,7%    | JetSmart                     |
| 7     | Balmaceda/Coyhaique | 10.540    | 1,3%     | JetSmart                     |
| 8     | Arica               | 7.224     | 22,0%    | JetSmart                     |

## Destinos finalizados

### Aerolíneas extintas
- Pluna
  - Montevideo, Uruguay / Aeropuerto Internacional de Carrasco

- Ladeco
  - Puerto Montt, Chile / Aeropuerto El Tepual
  - Temuco, Chile / Aeródromo Maquehue

- Air Comet Chile
  - Santiago de Chile, Chile / Aeropuerto Arturo Merino Benítez

- Avant Airlines
  - Santiago de Chile, Chile / Aeropuerto Arturo Merino Benítez
  - Temuco, Chile / Aeródromo Maquehue

- PAL Airlines
  - Santiago de Chile, Chile / Aeropuerto Arturo Merino Benítez

- LAW - Latin American Wings
  - Santiago de Chile, Chile / Aeropuerto Arturo Merino Benitez
  - Puerto Montt, Chile / Aeropuerto El Tepual

- Transportes Aéreos Neuquén
  - Neuquén, Argentina / Aeropuerto Internacional Presidente Perón

### Aerolíneas operativas
- Sky Airline
  - Osorno, Chile / Aeródromo Cañal Bajo Carlos Hott Siebert
  - Temuco, Chile / Aeródromo Maquehue
  - Valdivia, Chile / Aeródromo Pichoy

- LATAM Airlines
  - Iquique, Chile / Aeropuerto Internacional Diego Aracena
  - Punta Arenas, Chile / Aeropuerto Internacional Presidente Carlos Ibáñez del Campo

- LATAM Perú
  - Lima, Perú / Aeropuerto Internacional Jorge Chávez

- JetSMART
  - Arica, Chile / Aeropuerto Internacional Chacalluta
  - Balmaceda, Chile / Aeródromo Balmaceda
  - Castro, Chile / Aeródromo Mocopulli
  - Punta Arenas, Chile / Aeropuerto Internacional Presidente Carlos Ibáñez del Campo
  - Lima, Perú / Aeropuerto Internacional Jorge Chávez
  - Buenos Aires, Argentina / Aeropuerto Internacional Ministro Pistarini